# Mercurago
Mercurago è una frazione del comune di Arona, in provincia di Novara, nella regione Piemonte.

## Geografia fisica
Questa frazione del comune di Arona, dal cui centro dista circa 1 km, si sviluppa a 225 metri sul livello del mare in un territorio caratterizzato dalla presenza del Parco naturale dei Lagoni di Mercurago.

## Origini del nome
Il toponimo pare derivare dall'antroponimo Mercurius, un mercante romano.

## Storia
Prime notizie sul paese risalgono al X o, più probabilmente, all'XI secolo, mentre il castello viene menzionato nel 1223. Nel comune erano comprese anche le frazioni di Dormello e Dormelletto, staccate da Mercurago ed elevate nel comune autonomo di Dormelletto con legge del 1901, in vigore dall'anno successivo. Mercurago fu comune autonomo fino al 1928, anno in cui fu soppresso e divenne frazione di Arona.
Degna di nota la Chiesa di San Giorgio, menzionata per la prima volta nel 1351, che sorge su un luogo sacro già ai tempi dell'Antica Roma, fatto testimoniato da due iscrizioni in latino, dedicate a Matrone e a Mercurio, rispettivamente del II e I secolo d.C., e dai resti di un'ara, ora inglobati in un pilastro della chiesa.

## Ritrovamenti archeologici
Nel territorio del paese verso la metà dell'Ottocento ci furono numerose scoperte archeologiche. Nel 1860 vennero ritrovate una palafitta, prima in Italia, e una piroga, conservatesi nella torbiera, risalenti all'età del bronzo. Sull'altura detta Motto Lagone è stata scoperta una necropoli appartenente alla cultura di Golasecca.
Nella località Colle del castello sono inoltre stati ritrovati vasi gallici ed una tomba di un guerriero longobardo.
È sede del Parco naturale dei Lagoni di Mercurago.